# Monetazione aquileiese medievale
Aquileia era già sede di una zecca ai tempi dell'Impero romano, la monetazione riprese durante il periodo del principato ecclesiastico (1077-1420) a partire dalla fine del XII secolo.

## Contesto monetario
Nel 1130 a Friesach in Carinzia, nel territorio degli arcivescovi di Salisburgo, grazie alla presenza delle vicine miniere d'argento ed all'impulso economico generato dai commerci fra l'Austria e la Pianura Padana, venne avviata la produzione di monete locali, molto semplici nello stile ma apprezzate per la purezza del metallo utilizzato.
Proprio queste due caratteristiche, la semplicità e la qualità, unitamente al risveglio economico, portarono presto i territori vicini ad imitarne la produzione localmente, al fine di abbattere le spese di manodopera e di trasporto della monetazione. Nel XII secolo nacquero infatti nuove zecche a Trieste, Lubiana e altrove in Carniola, a Latisana, Aquileia e Gorizia. Come si deduce dai ritrovamenti, tali imitazioni, dette appunto frisacensi, cicolavano indistintamente assieme agli originali.
Le proteste degli arcivescovi ottennero che nella Dieta imperiale di Milano del 1195 venisse stabilito il divieto di coniazione di monete di imitazione; al tempo era patriarca di Aquileia Pellegrino II che il 25 novembre dello stesso anno presentò al notaio imperiale di Udine, un certo Pietro, un documento fino ad allora sconosciuto e di cui non si seppe più nulla, datato 1028, con cui l'allora imperatore Corrado II concedeva al patriarca Poppone il diritto di coniare moneta. Per rafforzare la debole argomentazione vennero messe in circolazione alcune monete che si sosteneva essere state coniate all'epoca di Poppone. L'autenticità di tale documento è messa in dubbio dal fatto che l'imperatore Enrico IV, nel diploma in cui riepilogava e confermava i privilegi concessi alla chiesa di Aquileia, non menziona il diritto di zecca.

## Articolazione storica
La realizzazione di monete, affidata alla confraternita dei monetarii con concessioni della durata da due a quattro anni (in cui era specificato il peso, la quantità e la lega delle monete), guidata da artigiani toscani, generava un notevole gettito per le casse patriarcali. Le monete coniate, realizzate in argento, erano di due specie, una a titolo alto (inizialmente 900 millesimi, che però diminuirono nel tempo fino a 500 millesimi), il denaro, con i sottomultipli di mezzo e un quarto di denaro, ed una a titolo basso (inferiore a 100 millesimi), detti piccoli e generalmente pari in valore ad 1/14 della specie ad alto titolo; anche se più spesso il valore veniva per questi ultimi espresso in peso anziché in numero. Sebbene la maggior parte dei ritrovamenti riguardino denari di argento "buono", è ragionevole supporre, anche in riferimento ai contratti dell'epoca, che la circolazione quotidiana riguardasse in maggioranza i piccoli. Al tempo del patriarca Bertrando di San Genesio vennero anche coniati grossi del valore di due denari.
È interessante notare che i patriarchi aquileiesi furono fra i primi a inserire i loro stemmi araldici sulle monete. Per quanto riguarda lo stile delle monete, si possono distinguere tre fasi:
- Primitivi (seconda metà XII secolo): semplice imitazione dei denari frisacensi;
- Scodellati (inizio XIII secolo- patriarca Pagano della Torre): così chiamati per la forma concava dovuta all'allargamento della parte centrale perché la dimensione della moneta da coniare era maggiore della dimensione del conio, il peso è di circa 21-24 grani. Dal patriarcato di Raimondo della Torre i patriarchi inseriscono il loro stemma araldico sulle monete;
- Piani (dal patriarca Bertrando alla fine del potere temporale dei patriarchi nel 1420): per ridurre i rischi di contraffazione, oltre che per diminuire il costo di produzione, sono ridotte le dimensioni, il peso delle monete scende a 14-15 grani, e la purezza delle monete, in cui l'argento è in lega a circa 2/3. I progressi tecnologici permettono comunque di realizzare monete di bell'aspetto e rispondenti ai gusti dell'epoca.